# سباستین شاو (بازیگر)
سباستین شاو (انگلیسی: Sebastian Shaw (actor)؛ ‏ ۲۹ مهٔ ۱۹۰۵ – ۲۳ دسامبر ۱۹۹۴) هنرپیشه، کارگردان، رمان‌نویس و نمایش‌نامه‌نویس اهل کشور بریتانیا بود. وی در طول ۶۵ سال کار بازیگری در ۴۰ فیلم سینمایی و تلویزیونی و همچنین در تئاترهای فراوانی بازی کرد. از جمله فیلم‌هایی که وی در آن نقش داشته است می‌توان به بازگشت جدای، فصل بالا و رایلی، تک‌خال جاسوس‌ها اشاره کرد.